# Samantha Larson
Samantha Larson (Long Beach, 1988) è un'alpinista statunitense.

## Biografia
È figlia di un altro alpinista, David Larson. A diciotto anni, il 16 maggio 2007, ha stabilito il record come più giovane scalatrice non nepalese ad aver raggiunto la vetta dell'Everest, successivamente battuta da Jordan Romero che a 13 anni raggiunge la vetta nel 2010.
Non solo: con quella stessa ascesa ha completato le Seven Summits, le cime più alte di ogni continente: Kilimanjaro (Africa), Vinson (Antartide), Elbrus (Europa), Monte McKinley (Nord America), Aconcagua (Sud America), Carstensz (Oceania) e - appunto - Everest (Asia) diventando così anche la più giovane a riuscire nella sfida. Anche in questo caso però il suo record è stato battuto da Jordan Romero che con la scalata del monte Vinson in Antartide nel dicembre 2011 riesce nell'impresa a soli 15 anni. Il record precedente apparteneva a Rhys Miles Jones, che era riuscito nell'impresa a vent'anni.